# Kelly Coleman
Kelly Coleman (Wayland, 21 settembre 1938 – Hazard, 16 giugno 2019) è stato un cestista statunitense.

## Carriera
Coleman frequento la Wayland High School, concludendo i suoi quattro anni con 4.263 punti realizzati in 127 partite. Venne ritenuto da Adolph Rupp come il miglior giocatore a livello di high school di sempre.
Dal 1957 al 1960 giocò con i Panthers di Kentucky Wesleyan College, e venne selezionato al secondo giro del Draft NBA 1960 come 11ª scelta assoluta dai New York Knicks; tuttavia non giocò ma in NBA. Dal 1961 al 1963 militò nei Chicago Majors in American Basketball League, con cui realizzò 1.591 punti in 103 partite.